# モルドバサッカー連盟
モルドバサッカー連盟（モルドバサッカーれんめい、ルーマニア語: Federaţia Moldovenească de Fotbal, 英語: Football Association of Moldova）は、モルドバにおけるサッカーを統括する競技運営団体。略称はFMF。国際サッカー連盟（FIFA）と欧州サッカー連盟（UEFA）に加盟している。会長はUEFAジュビリーアウォーズのパヴェル・チョバヌ。